# Корнеевка (Самарская область)
Корнеевка — село в Алексеевском районе Самарской области России. Входит в состав сельского поселения Герасимовка.

## География
Село находится в юго-восточной части Самарской области, в пределах возвышенности Общий Сырт, в степной зоне, на правом берегу реки Калманки, на расстоянии примерно 13 километров (по прямой) к северо-востоку от села Алексеевки, административного центра района. Абсолютная высота — 88 метров над уровнем моря.
Часовой пояс
Село Корнеевка, как и вся Самарская область, находится в часовой зоне МСК+1. Смещение применяемого времени относительно UTC составляет +4:00.

## Палеонтология
В районе Корнеевки обнаружены искомаемые остатки темноспондильных амфибий, обитавших в раннем триасовом периоде. В слудкинском горизонте нижнеоленёкского подъяруса найдены окаменелости Angusaurus sp. и Wetlugasaurus angustifrons, в рыбинском горизонте того же подъяруса — образец Prothoosuchus samariensis.

## Население
| 1986 | 2002 | 2010 | 2014 | 2015 |
| ---- | ---- | ---- | ---- | ---- |
| 251  | ↘208 | ↘203 | ↗230 | ↗235 |

Половой состав
По данным Всероссийской переписи населения 2010 года в гендерной структуре населения мужчины составляли 46 %, женщины — соответственно 54 %.
Национальный состав
Согласно результатам переписи 2002 года, в национальной структуре населения русские составляли 93 % из 208 чел.